# Lago de Bañolas
El lago de Bañolas (en catalán: estany de Banyoles) es el lago más grande de la provincia de Gerona y de toda Cataluña. Es el principal símbolo de la ciudad de Bañolas. El lago y su cuenca lacustre son considerados el conjunto cárstico más extenso de España, constituyendo un sistema medioambiental de notable valor. Fue protegido en 1992 por el Plan de Espacios de Interés Natural (PEIN) de la Generalidad de Cataluña mediante el Decreto 328/1992.
Situado en el oeste del término municipal de Bañolas, fue declarado por la Generalidad de Cataluña como zona integrante del Plan de Espacios de Interés Natural. En 2003 se incluyó en la lista Ramsar de Zonas Húmedas de Importancia Internacional, solicitándose por varios colectivos la instauración de un parque natural. 

## Formación
El lago de Bañolas es de origen tectónico y cárstico. Se formó en la época cuaternaria, hace unos 250 000 años. Los movimientos tectónicos producidos por la formación de los Pirineos abrieron la falla del Ampurdán. La erosión y otros fenómenos geológicos crearon la zona lacustre. 
El primer lago de Bañolas tenía una extensión muy superior a la actual, inundando las riberas unos 6 u 8 metros por encima del nivel actual de las aguas.

## Origen de las aguas

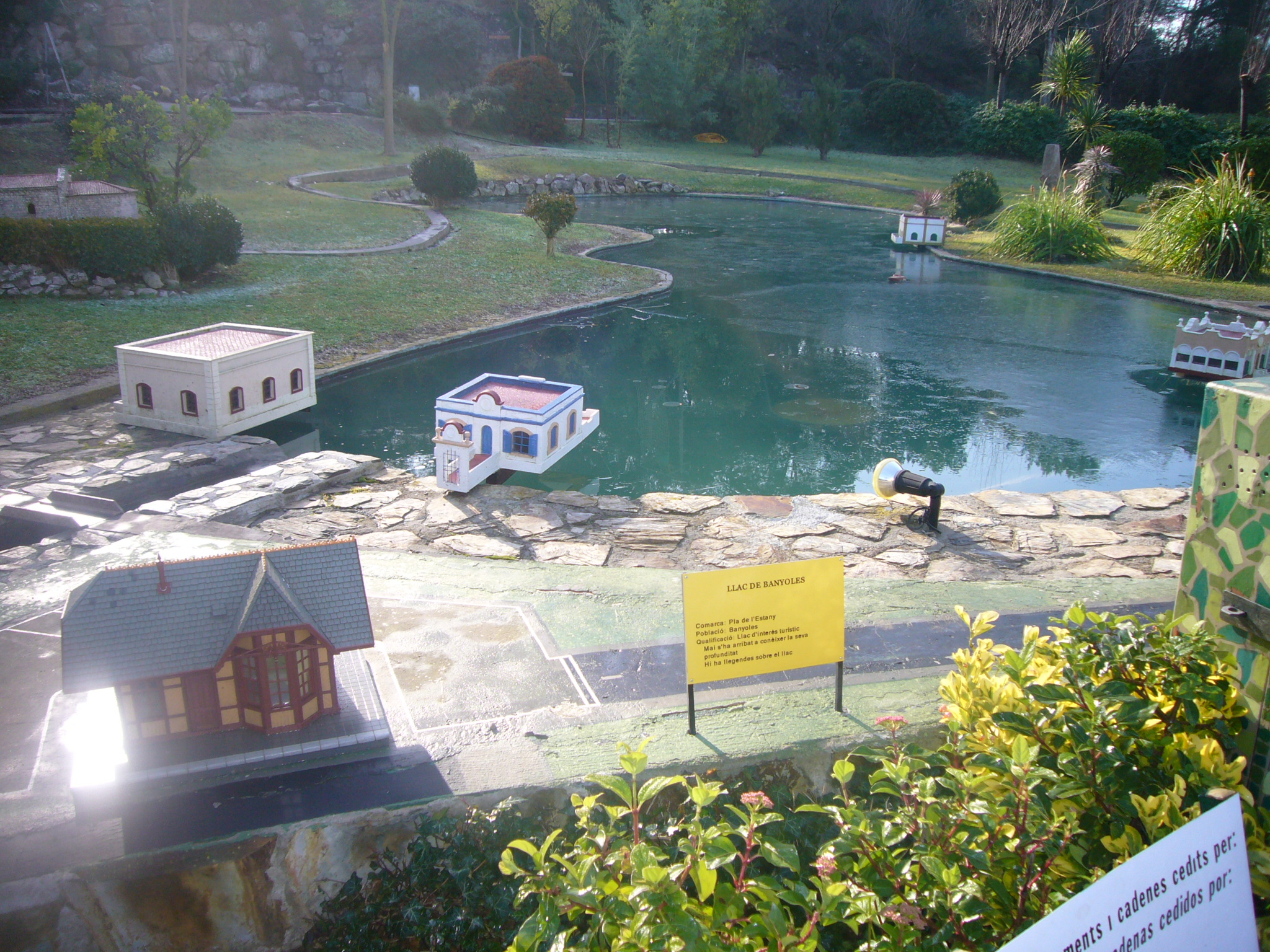
Maqueta del lago en Cataluña en Miniatura

Muchos científicos sostienen que el origen de las aguas del lago está relacionado por las pérdidas de los ríos Ter y Fluvià. Los estudios llevados a cabo en el siglo XX demuestran que el lago se alimenta de manera subterránea de los acuíferos provenientes del norte y del oeste, en la zona de la Alta Garrocha. 

### Entrada del agua
El agua del lago de Bañolas proviene de la Alta Garrocha, donde se filtra y discurre a través de una serie de canales subterráneos conectada con los acuíferos. El agua brota en tres niveles diferentes formando la cuenca lacustre, que se compone de los riachuelos de Espolla y Usall, la laguna de San Miguel de Campomayor y el lago de Bañolas, pero también discurre agua superficial hacia el lago, a través de los riachuelos naturales de Estunes, Vilà, Deus, Marquès, Tanyers, Castellana, Can Morgat y Lio, que suponen el 10 % de las aportaciones totales de agua al lago.

## Yacimiento arqueológico de La Draga
En el lago de Bañolas se sitúa el yacimiento arqueológico de La Draga, datado en el Neolítico inicial, de unos 7000 años de antigüedad (V milenio a. C.) descubierto en abril de 1990. Según los sondeos de 1990 y las excavaciones sistemáticas de 1996, el yacimiento corresponde a un poblado que ocupa 8000 m², de los cuales una parte han quedado sumergidos en el lago de Bañolas. En la zona seca, los trabajos arqueológicos, se iniciaron el mismo año 1990, mientras que en la parte sumergida se excavó desde el año 1994. La Draga es el único yacimiento prehistórico de ambiente lacustre de la península ibérica.

## Deportes

Una vista del lago

En 1992 fue acondicionado para la celebración de las competiciones de remo de los XXV Juegos Olímpicos. Dotándolo de instalaciones temporales: la pista de remo en sí, gradas provisionales para 4500 personas sentadas, una torre de 14 m para las cámaras y el foto finish y las instalaciones del Club Natació Banyoles fueron usadas como centro administrativo y de servicios. 
En 2004, fue el escenario del Campeonato Mundial de Remo y, en 2010, acogió el Campeonato Mundial de Piragüismo en Maratón.

## Hundimiento del barcoL'Ocaen 1998
El 8 de octubre de 1998 el barco de recreo L'Oca se hundió en el lago muriendo 21 personas y quedando 16 heridas, todas jubilados de nacionalidad francesa. El accidente se debió una serie de irregularidades, destacando que el buque iba sobrecargado con 140 pasajeros cuando el límite era de 80 y se hicieron agujeros en la popa a poca altura sobre el agua.
Véase también
- Anexo:Naufragios en España

## Fauna y flora
El lago Bañolas es el único lugar de la península ibérica donde se encuentra la especie de náyade Unio ravoisieri, habiéndose conseguido su cría en cautividad.